# Cwaniak
Cwaniak – amerykański kryminał filmowy z 1987 roku.

## Główne role
- Christopher Reeve - Jonathan Fisher
- Kathy Baker - Punchy
- Mimi Rogers - Alison Parker
- Jay Patterson - Leonard Pike
- Andre Gregory - Ted Avery
- Morgan Freeman - Fast Black
- Anna Maria Horsford - Harriet
- Frederick Rolf - Joel Davis
- Erik King - Reggie
- Michael J. Reynolds - Art Sheffield

i inni

## Nagrody i nominacje
Oscary za rok 1987
- Najlepszy aktor drugoplanowy - Morgan Freeman (nominacja)